# オリマラオ環礁
オリマラオ環礁（英語: Olimarao Atoll）は太平洋北西部カロリン諸島の環礁。ミクロネシア連邦のヤップ州に属する無人の環礁で、陸地面積は0.2km2である。エラート環礁の北西35km程の位置にあり、ヤップ島の南東860km程の位置に存在する。エラート環礁と同じ自治体に属している。

## 地理
礁湖も含めた環礁の面積は11km2ほどであり。長さ5km、幅は3km程である。礁湖は6km2ほどの面積であり、南部に2箇所の外部と接続する水道がある。

### 島
2個の小島があり、合計の面積は0.2km2ほどである。オリマラオ島が環礁北東端にあり最大である。もう一島は環礁南西端のファリピ島（Falipi Island）であり、面積は2.4haほどである。
両方の島にココヤシが生えているほか、クサトベラなどの低木植物も生育する。

### 経済
環礁全体がオリマラオ保全地区の一部となっており、地域は海亀やヤシガニ、海鳥などの繁殖地として保護されている。

## 註
1. ↑  Atoll Area, Depth and Rainfall
2. ↑  Oceandots - ウェイバックマシン（2010年12月23日アーカイブ分）
3. ↑  The Federated States of Micronesia: National Biodiversity Strategy and Action Plan, 2003